# Аль-Атаси, Луай
Луай бну Ахмад Сами бну Ибрахим-эфенди бну Мухаммад аль-Атаси (араб.  لؤي بن أحمد سامي بن ابراهيم أفندي بن محمد الأتاسي‎; 1926 — 24 ноября 2003) – сирийский военный, политик, государственный деятель, Председатель Национального совета революционного командования Сирии (де-факто глава государства) в марте-июле 1963 года.

## Биография

### Личная жизнь и военная карьера
Луай аль-Атаси родился в Хомсе, в семье с богатыми политическими традициями. Образование получил в Военной академии Хомса. Военную карьеру начал на Первой арабо-израильской войне командующим взводом, был легко ранен. Он постепенно шёл вверх по служебной лестнице, был главой военной полиции Алеппо, к 1954 году стал начальником службы военного протокола при президенте Хашиме аль-Атаси. В 1956 году был назначен помощником военного атташе при сирийском посольстве в Египте .

### Политическая деятельность
Во время службы в Египте аль-Атаси стал ярым сторонником арабского националистического движения, лидером которого был египетский президент Гамаль Абдель Насер, и, как следствие, сторонником создания ОАР – объединённого государства Египта и Сирии, просуществовавшего с 1958-го по 1961-й годы. В 1962 году сирийскими сторонниками восстановления ОАР была предпринята попытка государственного переворота. Попытка оказалась неудачной, и Атаси, не участвовавший в заговоре, но сочувствовавший его организаторам, попытался стать посредником между его участниками и тогдашним руководством страны. Затем он был назначен военным атташе в Вашингтоне. Чуть погодя он был вызван в Дамаск для участия в процесс над заговорщиками, но отказался свидетельствовать против них, за что был арестован. Однако уже в марте 1963 года, после успешного государственного переворота, осуществлённого партией Баас (стоявшей на платформе арабского национализма, и бывшей одним из основных архитекторов объединённого государства), аль-Атаси был освобождён из тюрьмы. После освобождения он был назначен одним из 9 членов временной комиссии, созданной для управления государственными делами, ему было присвоено звание генерала и он был назначен главнокомандующим сирийскими вооружёнными силами. 23 марта 1963 года аль-Атаси был назначен президентом революционного командования, в его руках оказался целый ряд президентских функций: он мог назначать министров, объявлять войну и издавать экономические законы. Однако на практике он оказался крайне зависимым от обладавшего реальной властью в стране военного совета партии Баас. В апреле 1963 года аль-Атаси принимал участие в трёхсторонних переговорах (участвовали представители Египта, Ирака и Сирии) о создании союзного государства. 27 июля того же года аль-Атаси подал в отставку со своего поста и после этого отошёл от политической деятельности, уехав в свой родной город Хомс, где прожил до своей смерти в ноябре 2003 года.